# エコキュート

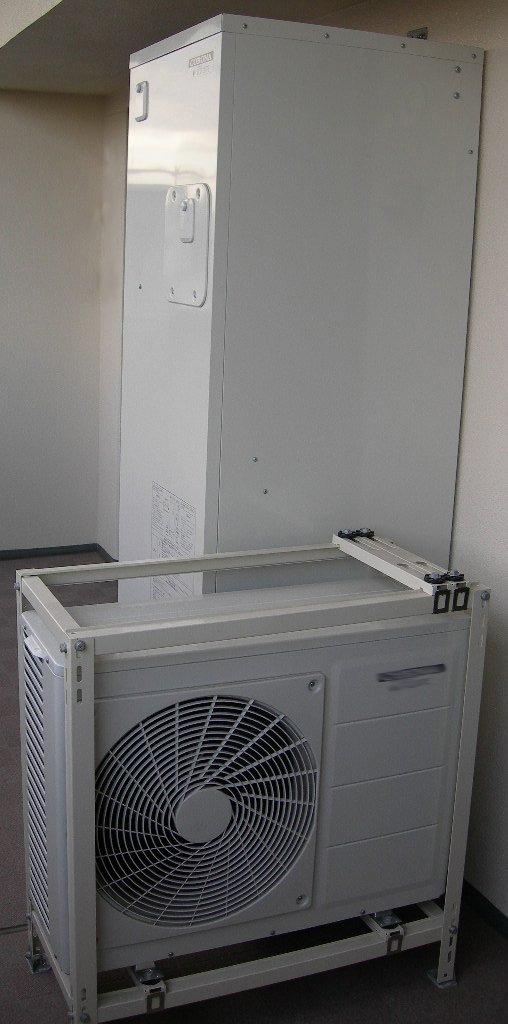
エコキュートの例-手前がヒートポンプ、奥が貯湯タンク

エコキュート（英: EcoCute）とは、ヒートポンプ技術を利用し空気の熱で湯を沸かすことができる電気給湯機のうち、冷媒として、フロンではなく二酸化炭素を使用している機種の商品名である。

## 概要
｢自然冷媒ヒートポンプ給湯機｣や｢家庭用自然冷媒ヒートポンプ給湯機｣の名称も使われたが、2011年(平成23年)日本規格協会は新たに規格を制定し｢家庭用ヒートポンプ給湯機｣ (英文規格名: Residential heat pump water heaters)となった。
｢エコキュート｣の名称は、日本の電力会社・給湯機メーカーが使用している愛称で関西電力の2002年(平成14年)6月に登録された登録商標である。デンソーなどの基本特許を基に、2001年4月、コロナが世界で初めて発売した。翌2002年に前年平成13年度分としてコロナを含む複数の企業などに同時に省エネ大賞の経済産業大臣賞が授与された。
一方で、ヒートポンプの低周波騒音による近隣への健康被害も公的機関や報道で取り上げられ、訴訟に発展したケースもあり、エコキュートに限らずヒートポンプを使用する各種のエコシステムの設置位置には、十分な検討が必要である。

## 構造
ヒートポンプユニットと貯湯タンクで構成される。ヒートポンプユニットのコンプレッサーは圧力が10MPaを超える高圧であるため、2重構造の2段圧縮となっている。1段目の圧縮吐出圧力が2段目の圧縮部の外殻に加わり、圧力で押さえ込む構造となっている。
1. 冷媒に二酸化炭素 (CO2、R744) を用いる。ファンを回転させ外気をヒートポンプ内に取込み、ユニット内のCO2を暖める。ここではより高温の外気から熱交換器を介してより低温の冷媒を暖める。すなわち外気の熱エネルギーを冷媒に取り込む。
2. 暖められたCO2を圧縮機に送り圧縮することで、約90℃の高温にする。
3. この高温になったCO2を別の熱交換器を介してタンクの水を温める。すなわち冷媒の熱エネルギーを水に転移し湯とする。
4. その後CO2を膨張弁にかけて膨張させ低温にする。この後、1.の段階に循環する。

ファンを回転させることを除けば、基本的に圧縮機駆動に電力が使われるのみであり、外気の熱を汲み上げるという意味からヒートポンプと呼ばれる。通常の電熱機器より発熱の効率が3倍から5倍良好だが、外気温が下がると能率が低下し、また貯湯中に熱のロスがあるので総合効率はさらに低下するため、他熱源との比較でのコストメリットが低下する特徴がある。

## 冷媒の特徴
冷媒にCO2を使うことにより、次のような特徴がある。
- 圧力が高い:フロンで3MPa,R-32で4MPa程度[10]なのに対しCO2では10MPa程の高圧になる[11]。
  - 高価、大きく重くなる 尤も2018年現在ではR-32冷媒とそれほど大きな違いはなくなっている[12]
  - 冷媒を外に循環させるのが難しい →ヒートポンプユニットに熱交換器が必要になる→ヒートポンプユニットが大きくなる。設置の自由度が減る[13]。
- 熱交換温度差が小さい ː CO2は31℃以上で超臨界状態となり、凝縮せず連続的に温度が変化するため。これによりCOPを高くできる[14]。尤もR-32冷媒でも同等の電気代の製品が発売されている[12]。

## 飲用には沸騰が必要
エコキュートが生成するお湯は法律上飲用に適さない。これは高温でカルキが抜けてしまっているためである。メーカーは飲用する場合は一度煮沸する必要があるとしている。
しかし、レジオネラ菌などの生存可能温度は超えているので、入浴などには問題ない。
熱交換器で瞬間的に加熱する水道直圧式給湯器の場合は問題なく飲用できる。

## 販売状況
2002年8月には従来の家庭用に加えて、東京電力と西淀空調機（現：イトミック環境システム）が共同で業務用エコキュートの開発し、日本イトミック他数社が販売を開始した。
日本以外では、このCO2を冷媒にしたカーエアコンの研究が進んでおり、R744では、CO2冷媒を利用したヒートポンプに特化した情報の発信を欧州中心に行っている。
市場全体での累計出荷台数は2007年に100万台、2009年10月末には200万台に達し、電気事業連合会はこれらの稼働により森林面積9400 km2のCO2吸収量に値するとした。2011年に300万台、2013年に400万台、2016年に500万台、2018年に600万台、2020年6月に700万台を突破し、2025年3月には1,000万台を突破した。
2014年7月25日にパナソニック製エコキュート208機種103万台がコンプレッサー断熱材に水がたまり、コンプレッサーが腐食変形して破裂する事例が5件発生したためにリコールされた。

## 健康被害
深夜にコンプレッサーを稼動させるため低周波による騒音が発生する。現在主流の防音措置では防ぐことが困難であり、対策は容易ではない。
2010年に環境省は、低周波の人体への影響について調査を始めた。また、業界団体では2011年春までに設置場所や設置方法等をガイドラインにまとめるとともに各メーカーは静粛化に力を入れるとした。
2012年11月には消費者安全調査委員会が、エコキュートの低周波音によるものとして健康被害を訴える申し出を調査対象に選んだ。2年に及ぶ調査検討の結果、エコキュート撤去後に被害者の症状が改善したことから、2014年12月19日に「健康被害の原因は、給湯機の運転音である可能性が高い」との調査結果を発表した。

## メーカー
| 家庭用 - パナソニック - コロナ - ハウステック - 積水ホームテクノ - 三菱電機 - タカラスタンダード - 東芝キヤリア - ダイキン工業 - 日立グローバルライフソリューションズ - サンデン - 長府製作所 - キューヘン - 長州産業 - 中国電機製造 - 四変テック - 朝日ソーラー - みらい住宅開発紀行 | 業務用 - 日本イトミック - イトミック環境システム - 前川製作所 - 昭和鉄工 - 日本サーモエナー - 東芝キヤリア - 日立グローバルライフソリューションズ - パナソニック電工（→パナソニック） - 三菱電機 - 三菱電機冷熱機器販売 - 三菱重工冷熱 - 菱熱 - 関電工 - トーエネック - 北日本電線 - 北陸電気工事 - 中国電機製造 - 四変テック - ネスター - イタバシエンタープライズ - ダイキン工業 |

## その他
- 2010年から2017年にかけ、パナソニックが製造したエコキュートに於いて、圧力が過度に上昇した際に切れるスイッチが、通常時でも誤作動して電流が流れなくなり給湯器が作動しなくなるトラブルが相次いだ。これについてパナソニックが、2010年から2017年にかけて約11万7,600件の不具合に対応する必要が生じたとして、製造元の鷺宮製作所に対し大阪地方裁判所に訴訟を提起。これに対し鷺宮製作所側も、スイッチの原料となる樹脂を旧パナソニック電工から仕入れたが、その樹脂から発生したアンモニアが不具合の原因と主張し反訴。 その後2018年8月31日付で、鷺宮製作所側が解決金として13億円を支払うことで和解が成立したことが明らかになった[26]。
- 従来型ガス給湯器をエコキュートに置き換える場合、必ず「最寄りガス事業者への事前連絡」がガス事業法で義務付けられており、既存ガス工作物（器具・配管・メーター・ボンベ類）の撤去は「ガス工事の担任者資格を有する人（ガス主任技術者）が行う」よう規定。ガス事業者への事前連絡なしに無資格者が既存ガス工作物を無断撤去する行為は「ガス漏れによる引火爆発事故」の危険があるため禁止されている。